# هواریسایانا
هواریسایانا (به اسپانیایی: Huarisayana) یک کوه در پرو است که در Peru, Cusco Region, Puno Region واقع شده‌است. هواریسایانا ۵٬۲۰۰ متر بالاتر از سطح دریا واقع شده‌است.